# Microberlinia
Microberlinia (лат.) — рід рослин родини бобові. Включає в себе два види дерев, які ростуть в Західній Африці (Камерун і Габон). Загальноприйняті назви цих дерев зінгана або зебрано.
Використовуються як джерело цінної деревини під назвою зебрано.

## Деякі види
- Microberlinia bisulcata
- Microberlinia brazzavillensis